# Sabbas Asidenos
Sabbas oder Sabas Asidenos (mittelgriechisch Σάβ[β]ας Ἀσιδηνός; † nach 1216) war ein byzantinischer Magnat, der sich nach der Zerschlagung des Byzantinischen Reiches im Vierten Kreuzzug als unabhängiger Dynast in Sampson (das antike Priene) in Ionien etablierte, bis er sich dem Kaiserreich Nikaia unterwarf.

## Leben
Die Herkunft des Sabbas liegt im Dunkeln. Im Jahr 1204 nutzte er, gleich anderen mächtigen Magnaten der Region wie Theodoros Mankaphas, Nikephoros Kontostephanos oder Leon Gabalas, das durch die Belagerung und Eroberung Konstantinopels durch die Kreuzfahrer erzeugte Machtvakuum im Byzantinischen Reich, um Sampson und das untere Mäandertal unter seine Kontrolle zu bringen. Ende 1205 oder Anfang 1206 war er jedoch gezwungen, die Oberhoheit des Kaiserreichs Nikaia als bedeutendstem byzantinischem Nachfolgestaat in Kleinasien anzuerkennen.
Sabbas Asidenos ergab sich Theodor I. Laskaris ohne Widerstand und behielt in der Folgezeit seine einflussreiche Stellung in der Region, möglicherweise als offiziell vom Kaiser eingesetzter Gouverneur. Er heiratete offenbar sogar in die Familie der Laskariden ein, denn 1214 wird er als Συμπέθερος („Schwager“) Theodors I. bezeichnet. Zudem führte er den Titel Sebastokrator (Vizekaiser), der damals üblicherweise für nahe Verwandte des regierenden Kaisers reserviert war.
Letztmals wird Sabbas Asidenos 1216 in einer Urkunde eines Klosters am Latmosgebirge erwähnt.